# Atzél Ede
Atzél Ede, báró (Budapest, 1906. október 10. – 1944. december 15.) erdélyi földbirtokos, közgazdász, agrárpolitikus, a  magyar nemzeti ellenállási mozgalom jelentős személyisége.

## Származása, gyermek- és ifjúkora
Báró Atzél Elemér és gróf Wass Mária gyermeke, Wass Albert unokatestvére. Szülei korai halála miatt Vasasszentgothárdon és Mezőzáhon nevelkedett, majd a kolozsvári református gimnázium és kollégium diákja lett. Agrármérnöki tanulmányait Németországban, a stuttgarti Hohenheim Egyetemen végezte. 1929-ben feleségül vette gróf Bethlen Beátát, házasságukból nyolc gyermek született, közülük kettő korán elhunyt.

## Felnőttkori tevékenysége
A romániai Országos Magyar Pártban és az EMGE-ben (Erdélyi Magyar Gazdasági Egyesület) is tevékenykedett. Hirdette, hogy gazdasági alapok megteremtése és biztosítása nélkül az erdélyi magyarság megmaradása nem lehetséges. Az EMGE keretében téli agrártanfolyamokat tartott. Támogatta a szövetkezeti mozgalmat. 1937-ben részt vett a Tamási Áron elnökletével megtartott marosvásárhelyi találkozón. Tagja volt a Magyar Testvéri Közösségnek, valószínűleg már az 1920-as évektől. 
A második bécsi döntés után, Dél-Erdélyből Észak-Erdélybe menekült, ahol apósa árokaljai birtokán mintagazdaságot hozott létre. 1941-ben megalapítója és elnöke volt a Wesselényi Lövészegyletet polgári önvédelmi szerveződésnek, melynek célja a nem katonaköteles fiatalokat egy esetleges, a románok vagy a németek elleni partizánháborúra a kiképezni.
1944-től részt vett a nemzeti ellenállási mozgalomban. Vezetőségi tagja volt az 1944-én elején megalakult Magyar Hazafiak Szabadság Szövetségének (MHSZSZ), és később azt képviselte a Magyar Nemzeti Felszabadító Bizottságban (MNFB). 1944. szeptember 4-én, a román csapatok elleni tordai csata előzményeként egységének katonai vállalkozásával elfogott egy egész román hadosztályparancsnokságot. Szeptember második felében Faust Imrével és Dudás Józseffel együtt, egy félhivatalos fegyverszüneti delegáció tagjaként, a fronton átlépve, felvették a kapcsolatot az orosz katonai vezetéssel. Moszkvában F. F. Kuznyecov vezérezredessel tárgyaltak. Ily módon előkészítőjévé váltak a kormányzó által jóváhagyott, Faragho-féle októberi orosz–magyar fegyverszüneti tárgyalásoknak. 

Atzél Ede és családja 1943-ban

Az általa szervezett irreguláris katonai alakulattal vasúti vonalakat és hidakat robbantott, hogy a visszavonuló németek ne tudják kiszállítani az országból a magyar fiatalokat és a rabolt értékeket. A honvéd tisztikar részére németellenes röpiratot adott ki. A nyilasok elfogató-parancsot adtak ki ellene azzal, hogy elfogás esetén a helyszínen főbe lövendő. Szügyi Zoltánnal, a Szent László hadosztály parancsnokával több ízben tárgyalt, annak érdekében, hogy az próbálja meg hadosztályát az oroszok elől az angolszászokhoz átvezetni. 1944. december 3-án a Nemzeti Felszabadítási Bizottság megbízásából a gödöllői orosz katonai parancsnoksághoz ment, ahonnan nem tért vissza. Későbbi sorsáról nincsenek biztos ismeretek. Egy orosz lágerből hazatért magyar rab állította, hogy fogsága alatt találkozott báró Atzél Edével. A legújabb kutatások is azt valószínűsítik, hogy Atzél valamelyik szovjet internálótáborban vagy börtönben halt meg. A budapesti központi járásbíróság 1948-ban 1944. december 15-ei dátummal holttá nyilvánította.

## Utóélete
A kolozsvári népbíróság 1946-ban, távollétében mint háborús bűnöst 20 évi szigorított fegyházbüntetésre ítélte.
Nagy Ferenc, Magyarország miniszterelnöke 1946. augusztus 21-én aláírt igazolása szerint a nemzeti ellenállási mozgalomban és a fasizmus elleni harcban önfeláldozó magatartást tanúsított.
Feleségét az ötvenes évek elején hat kiskorú gyermekével együtt Budapestről kitelepítették.
Göncz Árpád, a Magyar Köztársaság elnöke 1994. október 28-i levelében Atzél Edét a Nemzeti Ellenállási Szövetség kitüntetésre méltó vezető egyéniségének nevezte.
Gödöllőn 1996-ben emléktáblát állítottak a tiszteletére „a Magyar Nemzeti Ellenállás hőse” felirattal.

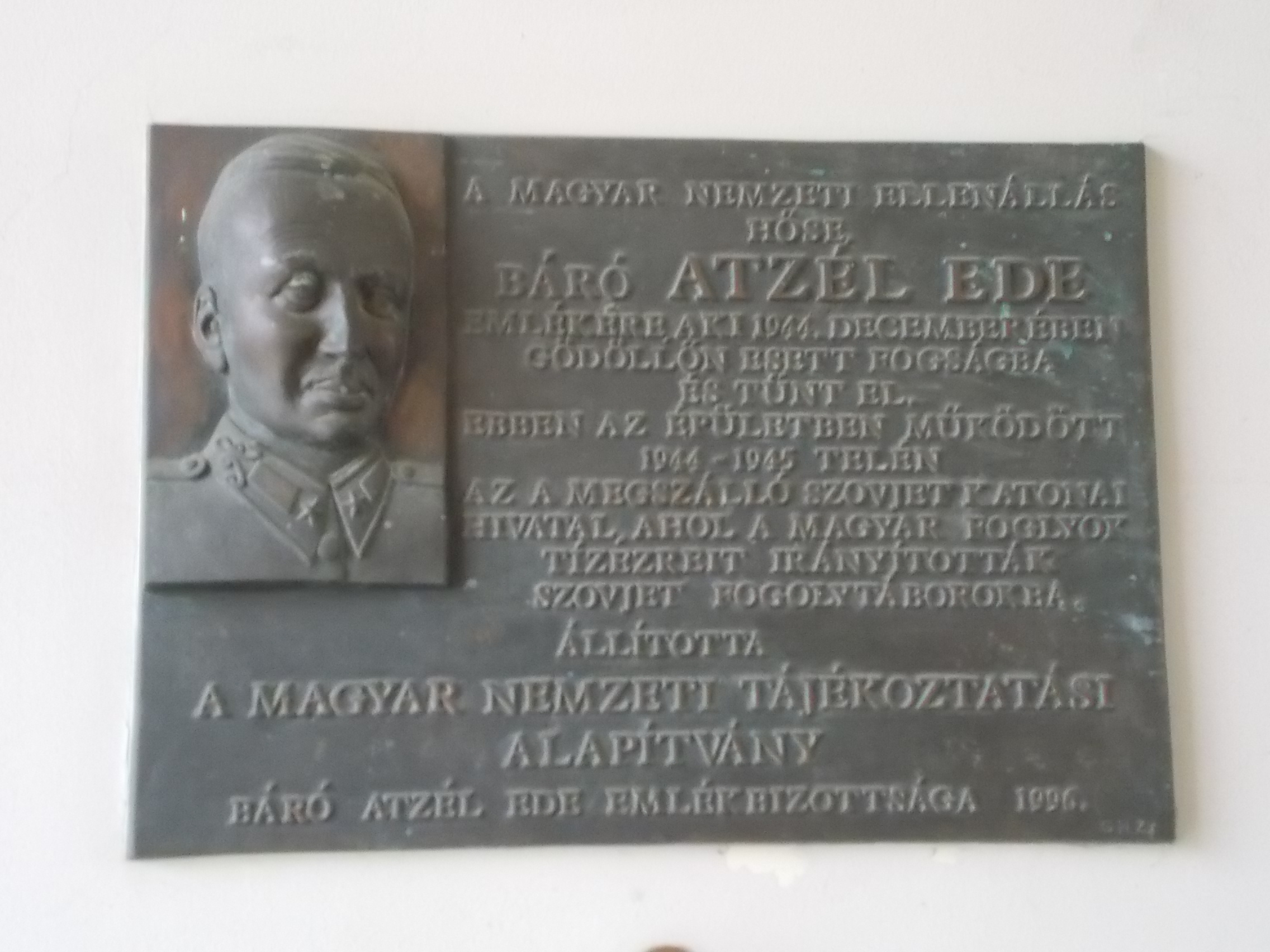
Atzél Ede-emléktábla Gödöllőn